# Pargana de Bag
La pargana de Bagh fou una antiga pargana del principat de Gwalior, sota autoritat de l'agència Bhil o agència de Bhopawar, a l'Índia Central. Estava limitada al nord pel principat d'Amjhera, al sud i est pel principat de Dhar i a l'oest pel principat d'Ali Rajpur. Mesuraba uns 22 x 20 km de terra selvàtica i habitada únicament per bhils. La capital era Bagh.